# Campionati sudamericani di atletica leggera 1927
La quinta edizione dei campionati sudamericani di atletica leggera si tenne a Santiago, Cile. 

## Prove maschili[1]

### Corse
| Evento                | Oro                        | Oro     | Argento                      | Argento | Bronzo                    | Bronzo |
| --------------------- | -------------------------- | ------- | ---------------------------- | ------- | ------------------------- | ------ |
| 100m                  | Juan Piña Argentina        | 10"8    | Rodolfo Wagner Cile          |         | Alex Hanning Cile         |        |
| 200m                  | Juan Piña Argentina        | 22"0    | Rodolfo Wagner Cile          |         | Alex Hanning Cile         |        |
| 400m                  | Ángel Prada Argentina      | 50"0    | Roberto Genta Argentina      |         | José Vicente Salinas Cile |        |
| 800m                  | Serafín Dengra Argentina   | 1'58"2  | Leopoldo Ledesma Argentina   |         | Guillermo Godoy Cile      |        |
| 1500m                 | Leopoldo Ledesma Argentina | 4'10"2  | Luis Suárez Argentina        |         | Víctor Moreno Cile        |        |
| 3000 m piani          | Manuel Plaza Cile          | 8'54"2  | Fernando Cicarelli Argentina |         |                           |        |
| 5000m                 | Manuel Plaza Cile          | 15'36"0 | Belisario Flores Cile        |         | Pedro Pérez Cile          |        |
| 10000m                | Manuel Plaza Cile          | 32'11"2 | Florides Castillo Cile       |         | Pedro Arancibia Cile      |        |
| 110 metri ostacoli    | Valerio Vallanía Argentina | 15"6    | Alfredo Ugarte Cile          |         | Héctor Fischer Cile       |        |
| 400 metri ostacoli    | Carlos Müller Cile         | 56.4    | Roberto Genta Argentina      | 56.4    | Humberto Lara Cile        |        |
| Staffetta 4×100 metri | Argentina                  | 42.8    | Cile                         |         |                           |        |
| Staffetta 4×400 metri | Argentina                  | 3:24.2  | Cile                         |         |                           |        |
| 3000 metri a squadra  | Cile                       |         |                              |         |                           |        |
| Corsa campestre       | Manuel Plaza Cile          | 49:08.0 | Florides Castillo Cile       |         | Pedro Arancibia Cile      |        |

### Altre gare
| Evento               | Oro                         | Oro     | Argento                    | Argento | Bronzo                       | Bronzo  |
| -------------------- | --------------------------- | ------- | -------------------------- | ------- | ---------------------------- | ------- |
| Salto in alto        | Valerio Vallanía Argentina  | 1,86    | Carlos Japke Cile          | 1,80    | Luis Garay Cile              | 1,80    |
| Salto in lungo       | Óscar Alvarado Cile         | 6,69    | Julio Moreno Cile          | 6,65    | Valerio Vallanía Argentina   | 6,63    |
| Salto triplo         | Luis Brunetto Argentina     | 14,64   | Atilio Vicentini Argentina | 14,28   | Humberto Giraldes Cile       | 14,07   |
| Salto con l'asta     | Jorge Haeberli Argentina    | 3,70    | Julio Bertini Argentina    | 3,60    | Humberto Giraldes Cile       | 3,40    |
| Getto del peso       | Benjamín Acevedo Cile       | 12,69   | Custodio Seguel Cile       | 12,25   | Luis Romana Argentina        | 12,18   |
| Lancio del disco     | Pedro Elsa Argentina        | 38,56   | Héctor Benapres Cile       | 38,43   | David Martín Estévez Uruguay | 37,30   |
| Lancio del martello  | Federico Kleger Argentina   | 46,69   | Pedro Goic Cile            | 45,74   | Ricardo Bayer Cile           | 45,70   |
| Tiro del giavellotto | Guillermo Newbery Argentina | 53,98   | Custodio Seguel Cile       | 52,86   | Pedro Ceballos Cile          | 52,45   |
| Decathlon            | Erwin Gevert Cile           | 6668.06 | Serapio Cabello Cile       | 6410.07 | Carlos Japke Cile            | 6408.08 |